# Szymkajcie
Szymkajcie (lit. Šimkaičiai) – miasteczko na Litwie, położone w okręgu tauroskim w rejonie jurborskim, 19 km na południe od Rosień przy drodze Rosienie-Jurbork, 265 mieszkańców (2001). Siedziba starostwa Szymkajcie.
W miasteczku znajduje się tu parafialny kościół katolicki, szkoła i poczta.
30 maja 1953 roku w pobliskim lesie został aresztowany jeden z ostatnich członków litewskiego antysowieckiego ruchu oporu Jonas Žemaitis.